# Yahya Jabrane
Yahya Jabrane (tiếng Ả Rập: يحيى جبران; sinh ngày 18 tháng 6 năm 1991) là một cầu thủ bóng đá chuyên nghiệp người Maroc hiện thi đấu ở vị trí tiền vệ cho câu lạc bộ Wydad AC và đội tuyển quốc gia Maroc.